# Porto Velho Esporte Clube
El Porto Velho Esporte Clube es un club de futbol brasiler de la ciutat de Porto Velho a l'estat de Rondônia. Juga els seus partits a l'estadi Aluízio Ferreira, Aluizão.
Va ser fundat el 28 de setembre de 2014 amb el nom 14 Bis, i esdevingué professional el 23 d'abril de 2018 amb el nom Porto Velho EC.
L'any 2020 guanyà el seu primer campionat estatal i es classificà pel campionat brasiler Sèrie D i la Copa do Brasil.

## Palmarès
- Campionat rondoniense:
  - 2020, 2021, 2023, 2024, 2025

- Campionat rondoniense femení: 
  - 2018, 2023